# Olchowa (obwód iwanofrankiwski)
Olchowa (ukr. Вільхова) – wieś na Ukrainie, w  obwodzie iwanofrankiwskim, w rejonie iwanofrankiwskim. Wchodzi w skład Rohatyńskiej hromady miejskiej.
Do 17 lipca 2020 r. w rejonie rohatyńskim.